# ニシキウズガイ上科
ニシキウズガイ上科（ニシキウズガイじょうか）は、約4億年前のオルドビス紀からの化石が見つかっている古い巻貝のグループである。左右非対称の体に鰓や蓋をもち、貝殻の内面に真珠層がある。雌雄の別はあるが交尾はせず、放精する。殻口部の切れ込みや殻頂・殻側面に穴があり体が左右対称的な原始腹足目のオキナエビスガイ科・ミミガイ科・スカシガイ科の後に分化した分類群である。近年の分子系統の研究にともなって、分類系統樹が明確になりつつあるが、本上科の分類はまだ定まっていない。たとえばニシキウズ科からエビスガイ科やクボガイ科が分けられたのち、最近クボガイ類やベニシリダカ類は、リュウテン科の下の亜科が妥当であることが示されている。また以前はニシキウズ科に分類されていた ギンエビス Ginebisやアシヤガイ Granataは、ニシキウズガイ上科よりも発生が早いホウシュエビス上科 Seguenziideaに分類されている.

## 種類
ニシキウズガイ上科に属する現生腹足類としては以下の科や亜科が知られている。
- ワタゾコシタダミ型 skeneimorphs [8] 小型で深海性。現在ホウシュエビス上科 Seguenzioideaの種が混在。
- エゾシタダミ科 Margaritidae Thiele, 1924[6] 東北以北、8mm以下。
- エビスガイ科 Calliostomatidae Thiele, 1924 (1847)
- ニシキウズ科 Trochidae Rafinesque, 1815 ニシキウズガイ属に属すニシキウズ Trochus maculatusのほか、イシダタミ, ダンベイキサゴなど多数の種族をふくむ。

- カタベガイ科 Angariidae Gray, 1857
- ヒメカタベ科 Liotiidae Gray, 1850
- Areneidae McLean, 2012[9]
- サラサバイ科 Phasianellidae Swainson, 1840
- サンショウスガイ科 Colloniidae Cossmann, 1917
- ヒカリシタダミ科 Solariellidae Powell, 1951 殻幅12mm以下で臍が開く。房総以南の水深50-300m[10][11]。

- リュウテン科 Tubinidae Rafinesque, 1815
  - ギンタカハマ亜科 Tectinae[5] ベニシリダカなどを含む。
  - クボガイ亜科 Tegulinae[5] バテイラ、クマノコガイなどを含む。
  - リュウテン亜科 Tubininae Rafinesque, 1815 リュウテン属 Turboのほか、ウラウズガイ Astaliumやスガイ Lunellaをふくむ。

以下に主な化石種を示す。
- †Anomphalidae Wenz, 1938 オルドビス紀(449Mya)~ジュラ紀(196Mya)[12][13]。日本でも秩父帯北帯で三畳紀の化石が見つかっている[14]。
- †Araeonematidae Nützel, 2012 デボン紀(388Mya)~三畳紀(212Mya) [13][15]。岡山市の舞鶴帯で長興期 Changhsingian(250Mya) の本科の可能性がある化石が出ている[16]。
- †Metriomphalidae Gründel, Keupp & Lang, 2017 ジュラ紀(201Mya)~白亜紀(105Mya)[17][18]。
- †Nododelphinulidae Cox, 1960 三畳紀(209Mya)~白亜紀(70Mya)[19][20]。

下にニシキウズガイ上科関連の系統樹の概略を示すが未確定である。